# Списак места Светске баштине у Словенији
Организација Уједињених нација за образовање, науку и културу (УНЕСKО) означава локалитете светске баштине. Ови локалитети имају универзалну вредност, као културна или природна баштина. Локалитете номинује земаља потписнице Конвенције о Светској баштини УНЕСКО-а, установљене 1972. године. Културно наслеђе се састоји од споменика (као што су архитектонска дела, монументалне скулптуре или натписи), групе зграда и локалитета (укључујући археолошка налазишта). Природне карактеристике (које се састоје од физичких и биолошких формација), геолошке и физиографске формације (укључујући станишта угрожених врста животиња и биљака), природни локалитети који су важни са становишта науке, очувања или природне лепоте, дефинишу се као природне наслеђе. Словенија је, након проглашења независности од Југославије 25. јуна 1991. године, ратификовала конвенцију 5. новембра 1992. године.
Словенија је заштитила пет локалитета и има још четири локалитета на прелиминарној листи. Први локалитет у Словенији који је уврштен на листу светске баштине биле су Шкоцјанске јаме, које су заштићене на десетој седници УНЕСКО-а 1986. године. Током 2010-их, додата су још три локалитета, сва три као транснационални уписи: насеља на словима у Иг-у, као део транснационалног локалитета Праисторијска сеојеничка насеља око Алпа, 2011. године, Идрија, као део транснационалног локалитета Наслеђе живе: Алмаден и Идрија, 2012. године, и две шумске резерве, Прашума Крокар и Прашума Снежник–Ждроцле, 2017. године, као део проширења локалитета Исконске букове шуме Карпата и древне букове шуме Немачке. Последњи локалитет који је додат су дела архитекте Јоже Плечника у Љубљани, 2021. године. Од ових пет локалитета, Шкоцјанске пећине и Истонске букове шуме су природни локалитети, док су преостала три културни локалитети, према критеријумима за упис којие прописује УНЕСКО.

## Списак локалитета
УНЕСКО сврстава локалитете под десет критеријума; сваки локалитет мора да испуњава барем један од критеријума. Критеријуми од I до VI су културни, а од VII до X су природни.
| Локалитет                                                  | Фотографија                                                     | Локација                                        | Година уписа | УНЕСКО подаци            | Опис |
| ---------------------------------------------------------- | --------------------------------------------------------------- | ----------------------------------------------- | ------------ | ------------------------ | --- |
| Шкоцјанске јаме                                            | Interior of a cave with dripstone formations and a walking path | Шкоцјан (Дивачa)                                | 1986.        | 390; vii, viii (природа) | Систем пећина Шкоцјанских пећина и околина представљају неке од најзначајнијих примера красних облика рељефа, укључујући један од највећих познатих подземних речних кањона на свету. Налази се на Красној висоравни, која има посебан значај у историји наука о Земљи. |
| Праисторијска сеојеничка насеља око Алпа*                  | Marshes with the remains of pile-dwellings near Ig              | Иг                                              | 2011.        | 1363; iv, v (кулура)     | Овај транснационални локалитет обухвата 111 локација праисторијских насеља, од којих се два налазе у Словенији. Ископавања на овим локацијама пружила су увид у живот у праисторијско доба током неолита и бронзаног доба у алпској Европи. Словенија је локалитет заштитила заједно са Аустријом, Француском, Немачком, Италијом и Швајцарском. |
| Наслеђе живе: Алмаден и Идрија*                            | A building which is the entrance to Antonijev rov, Idrija       | Идрија                                          | 2012.        | 1313; ii, iv (кулура)    | Идрија је имала један од два највећа рудника живе на свету. Жива је тамо први пут откривена 1490. године. Локалитет обухвата инфраструктуру и технологију везану за рударење и производњу живе те сведочи о прекоокеанској трговини живом, која је током столећа омогућила значајне размене између Европе и Америке. На фотографији је улаз у рудник Антонијев ров. Локалитет је транснационални, заједно са шпанским рударским градом Алмаденом. |
| Исконске букове шуме Карпата и Древне букове шуме Немачке* | Krokar Virgin Forest                                            | Општине Кочевје, Илирска Бистрица, Лошка Долина | 2017.        | 1133ter; ix (природа)    | Локалитет обухвата очуване примере умерених шума које показују процес постглацијалне експанзије европске букве из неколико изолованих уточишта у Алпима, Карпатима, Динаридима, на Медитерану и Пиринејима. Локалитет је првобитно уписан 2007. године и обухватао је шуме у Словачкој и Украјини. Територије које локалитет обухвата је прошириван је 2011, 2017. и 2021. године, и сада обухвата шуме у укупно 18 европских земаља. Две шуме у Словенији уврштене су 2017. године: Крокар (на фотографији) и Прашума Снежник – Ждроцле. |
| Дела Јоже Плечника у Љубљани – Урбанизам усмерен на човек  | Tromostovje bridges above the Ljubljanica river                 | Љубљана и Чрна Вас                              | 2021.        | 1643; iv (кулура)        | Локалитет обухвата нека од најзначајнијих дела словеначког архитекте Јоже Плечника у Љубљани. Током међуратног периода, Плечник је радио на томе да Љубљану трансформише из провинцијског града у престони град Словенаца. Локалитет обухвата Цркву Светог Михајла у Црној Васи, као и следеће објекте у Љубљани: шеталиште дуж обала реке Љубљанице и мостове који је прелазе (на фотографији Тромостовје), „Зелену променада”: Вегову улицу са Народном и универзитетском библиотеком од Трга Француске револуције до Конгресног трга и Парка звезда, Трновски мост, Римске зидине у Мирјама, Цркву Светог Франсиска Асишког и Алеју светих на Гробљу Жале. |

## Прелиминарни списак
Поред локалитета уписаних на листу светске баштине, државе чланице могу да одржавају прелиминарну листу локалитета, који касније могу да буду размотрени за званичну номинацију и заштиту. Номинације за укључење на списак светске баштине се прихватају само ако је локалитет претходно био наведен на прелиминарној листи. Словенија је уписала четири локалитета на својој прелиминарној листи.
| Локалитет                                                   | Фотографија                                                        | Локација                                      | Година уписа | УНЕСКО подаци              | Опис |
| ----------------------------------------------------------- | ------------------------------------------------------------------ | --------------------------------------------- | ------------ | -------------------------- | --- |
| Брда Бужина у Бохињу                                        | Houses on a mountain plateau, surrounded by a forest and mountains | Стара Фужина иСтудор в Бохињу (општина Бохињ) | 1994.        | ii, v (кулура)             | Подручје је развијано за специфичне потребе сточарства у планинским условима, када се стока пребацује са променама годишњих доба, на виша подручја, свакако током летњих месеци. У планинским насељима развијени су посебни типови пољопривредних објеката, нарочито козолеци за сено.                                                                                              |
| Партизанска болница Фрања                                   | Wooden buildings in a narrow gorge                                 | Долењи Новаки (Општина Церкно)                | 2000.        | i, iii, iv (кулура)        | Тајни партизански болнички комплекс, основан током Другог светског рата. Имао је капацитет до 120 пацијената и пружао је медицинску негу војницима различитих националности. Ову партизанску болницу непријатељи никада нису открили. |
| Типичан Крас                                                | Town of Štanjel situated on a hill                                 | Крас                                          | 2015.        | vii, viii, ix, x (природа) | Красна висораван је регион у коме су карстне појаве први пут научно описане. Простор је континуирано насељаван дуже од 2000 година, чиме је створен културни предео са јединственим идентитетом. Карсна област у Словенији спада међу најбогатија подручја у Европи по разноврсности флоре и фауне и представља једно од глобалних „жаришта“ биодиверзитета.                        |
| Стаза мира од Алпа до Јадрана – Наслеђе Првог светског рата | Solkan bridge over the river, photo from above                     | Горењска и Приморска                          | 2016.        | ii, vi (кулура)            | Локалитет обухвата подручје на коме се налазио Исонзки фронта током Првог светског рата. Локалитет обухвата: Руску капелу, војничка гробља у Логу под Мангартом, Солкан, Штањел, Горјанско и Чрниче, костурнице у Толмину и Кобариду, Спомен-цркву Светог Духа у Јаворци, историјско наслеђе подручја у Заприкају, Менгорима и Саботину, војничку капелу у Ладри и Бохињску пругу.. |